# Parafia św. Jakuba Apostoła w Człuchowie
Parafia św. Jakuba Apostoła w Człuchowie - rzymskokatolicka parafia należąca do dekanatu Człuchów, diecezji pelplińskiej.
Proboszczem parafii w latach 60. był ks. Antoni Wołek Wacławski.

## Terytorium parafii
Na obszarze parafii leżą ulice w Człuchowie: Batorego, Długosza, Dworcowa, Felczaka, Garbacka, Jacka I Agatki, Kard. Wyszyńskiego, Kaszubska, Kościelna, Kościuszki, Kraszewskiego, Królewska, Kusocińskiego, Lipińskiego, Mickiewicza, Os. Kosynierów, Os. Piastowskie, Os. Wazów, Os. Zatorze, Parkowa, Plac Bohaterów, Plac Wolności, Plantowa, Rynek, Słowackiego, Sobieskiego, Średnia, Szczecińska (do Nr 25), Traugutta, Wojska Polskiego (do Ul. Kasztanowej), Wejhera, Zamkowa.
Na obszarze parafii leżą miejscowości: Dąbki, Dobojewo, Kołdowo, Krępsk, Kujanki, Murzynowo, Nadleśnictwo Lipie, Nowosiółki, Sieroczyn, Stołczno. Tereny te znajdują się w gminie Człuchów, w powiecie człuchowskim, w województwie pomorskim.